# Granatelle de Pelzeln
Granatellus pelzelni
Espèce
Répartition géographique
Statut de conservation UICN

 LC  : Préoccupation mineure
Le Granatelle de Pelzeln (Granatellus pelzelni) est une espèce de la famille des Cardinalidae.
Son nom est attribué à l'ornithologue autrichien August von Pelzeln (1825-1891).

## Répartition et sous-espèces
Selon la classification de référence du Congrès ornithologique international (15.1, 2025) :
- Granatellus pelzelni pelzelni Sclater, 1865 — plateau des Guyanes et centre de l'Amazonie ;
- Granatellus pelzelni paraensis Rothschild, 1906 — au sud de l'Amazone et à l'est du rio Tocantins.

## Systématique

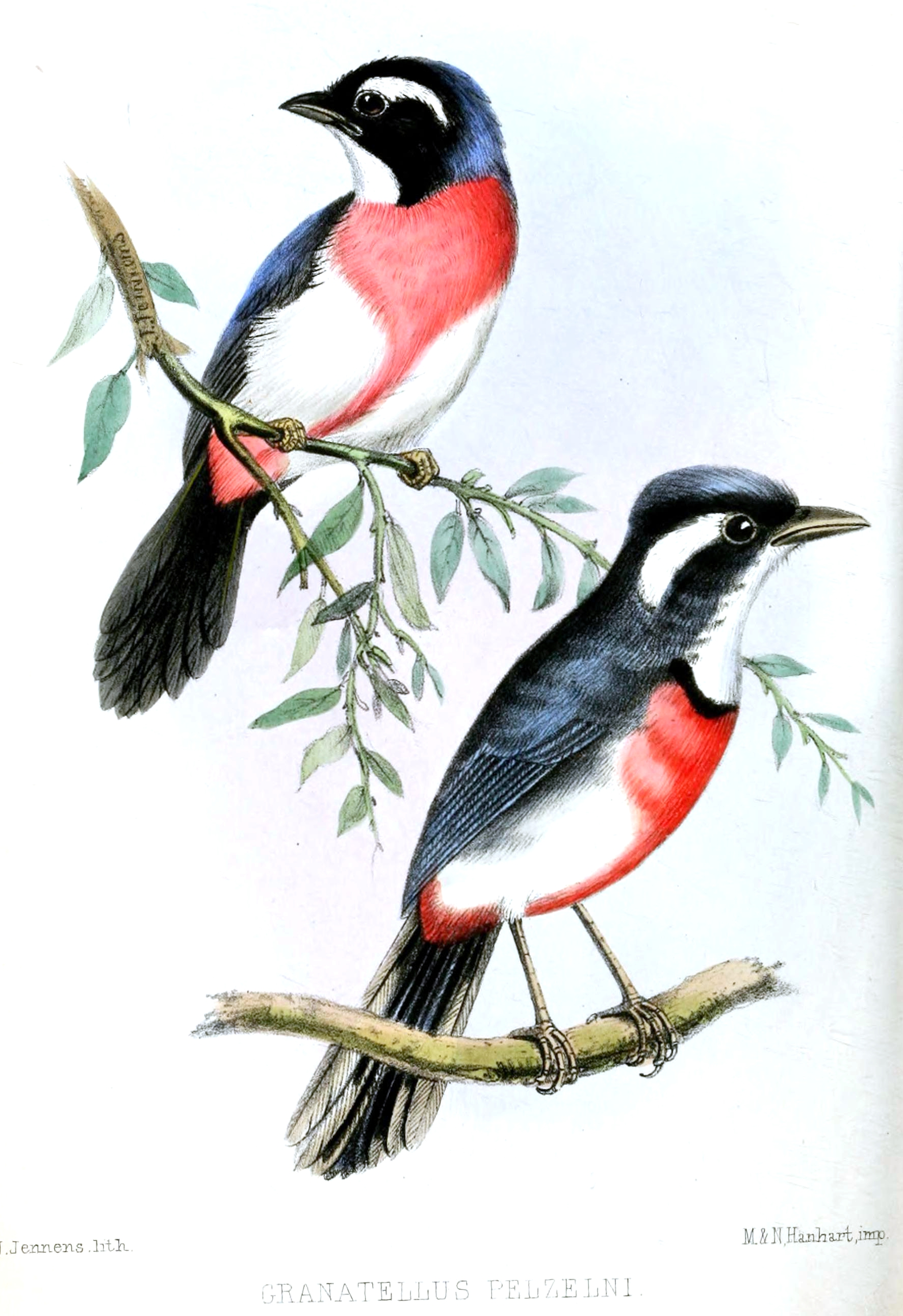

Le nom scientifique complet (avec auteur) de ce taxon est Granatellus pelzelni P.L.Sclater, 1865.
Ce taxon porte en français les noms vernaculaires ou normalisés suivants : Granatelle de Pelzeln,, Paruline de Pelzeln.